# Даниліна Людмила Миколаївна
Людми́ла Микола́ївна Дани́ліна (11 вересня 1985) — українська легкоатлетка, призерка Літніх Паралімпійських ігор. Заслужений майстер спорту. Повний кавалер ордена княгині Ольги.
Займається легкою атлетикою у Київському регіональному центрі з фізичної культури і спорту інвалідів «Інваспорт».
Дворазова чемпіонка та срібна призерка Глобальних ігор 2015 року. Бронзова призерка чемпіонату світу 2015 року.

## Державні нагороди
- Орден княгині Ольги I ст. (18 вересня 2024) — за досягнення високих спортивних результатів на ХVІІ літніх Паралімпійських іграх у місті Парижі (Французька Республіка), виявлені самовідданість та волю до перемоги, утвердження міжнародного авторитету України[1]
- Орден княгині Ольги II ст. (16 вересня 2021) — за значний особистий внесок у розвиток паралімпійського руху, досягнення високих спортивних результатів на XVI літніх Паралімпійських іграх у місті Токіо (Японія), виявлені самовідданість та волю до перемоги, утвердження міжнародного авторитету України[2]
- Орден княгині Ольги III ст. (4 жовтня 2016) — За досягнення високих спортивних результатів на XV літніх Паралімпійських іграх 2016 року в місті Ріо-де-Жанейро (Федеративна Республіка Бразилія), виявлені мужність, самовідданість та волю до перемоги, утвердження міжнародного авторитету України[3]